# Бартоло (Интермедия о романсах)

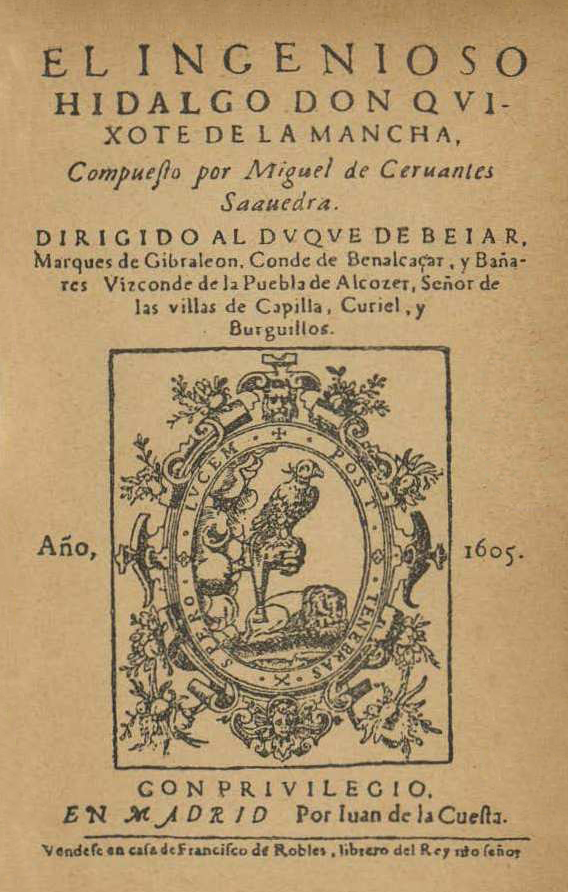
Обложка первого издания романа Мигеля де Сервантеса «Хитроумный идальго Дон Кихот Ламанчский»

Бартоло (исп. Bartolo) — персонаж анонимной испанской пьесы «Интермедия о романсах» (исп. El entremés de los romances), напечатанной в 1611 или 1612 годах в составе «Третьей части комедий Лопе де Веги и других авторов» (исп. Comedias de Lope de Vega y otros). Пьеса считается одним из первоначальных источников романа писателя Мигеля де Сервантеса «Хитроумный идальго Дон Кихот Ламанчский» (первая часть — 1605 год), а её главный персонаж прообразом Дон Кихота. По сюжету пародии, испанский крестьянин Бартоло сошёл с ума на почве чрезмерного чтения испанских романсов, бросил молодую жену и вместе со своим земляком Бандуррьо (Bandurrio) отправляется в путешествие, чтобы принять участие в войне с Англией на одном из кораблей Непобедимой армады. Бартоло воспринимает окружающий мир через прочитанные книги, тексты из которых он постоянно цитирует. Также он попадает в различные неприятности, связанные с неправильным восприятием действительности. В одном из эпизодов он принимает пастуха и пастушку за злобного мавра Альморади и его пленницу, после чего безрассудно пытается освободить женщину. Однако пастух отобрал у новоявленного «рыцаря» копьё и избил им Бартоло. Авантюры крестьянина заканчиваются после того как родственники и друзья укладывают его дома в постель.
Дон Кихот, как и Бартоло, чувствует себя героем романсов и прежде всего о маркизе Мантуанском. Исследователи неоднократно обращали внимание, что Рыцарь Печального Образа ведёт себя как влюблённый Балдуин, герой этого романса, который после ранения лежит в лесу и как и Бартоло в бреду произносит строки из романса: «О приди, моя сеньора, // Разделить мою печаль! // Или ты о ней не знаешь, // Иль тебе меня не жаль?». Относительно степени влияния пародии на роман высказывались различные точки зрения. Так, по некоторым предположениям, именно роман предшествовал пьесе, и даже, что её автором был сам Сервантес. Однако испанский филолог Рамон Менендес Пидаль пришёл к выводу, что пьеса была создана в начале 1590-х годов. На это, по его мнению, указывает то, что Бартоло отправляется на войну с Непобедимой армадой (1588). Кроме того, очевидно, что первый выезд Дон Кихота связан с «Интермедией о романсах» и значительно отличается от второго.

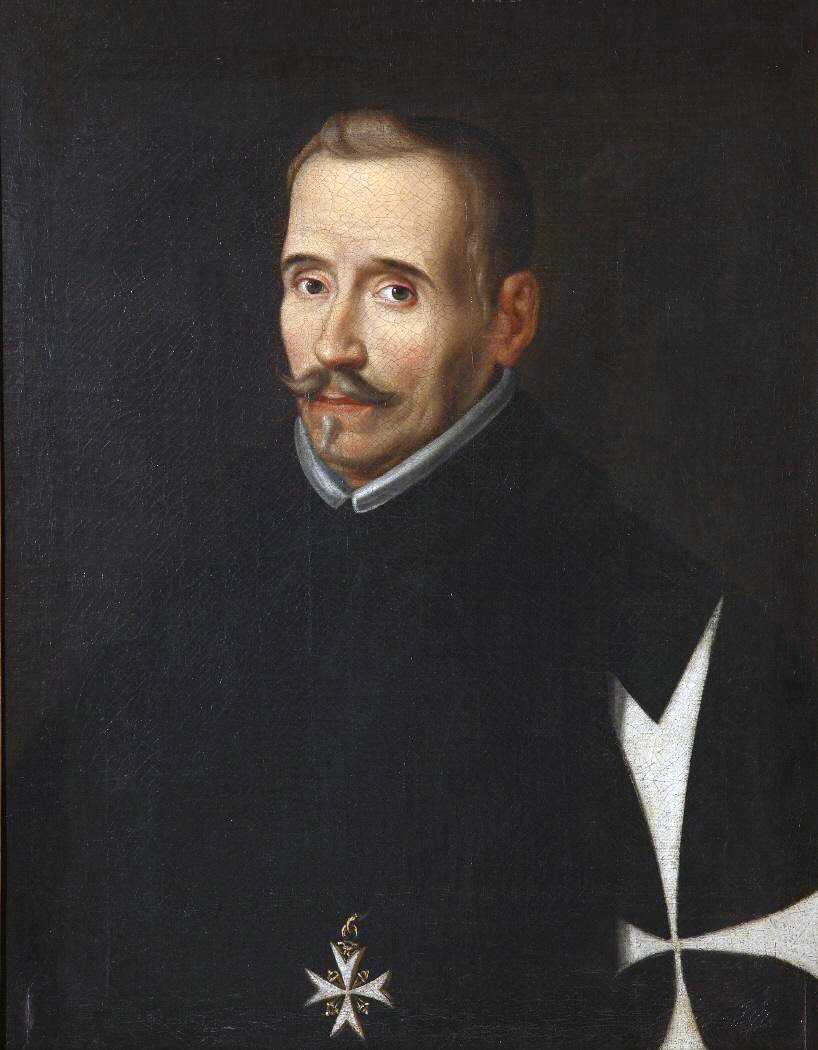
Лопе де Вега — вероятный прообраз Бартоло

По мнению некоторых сервантистов (начиная с Рамона Менендеса Пидаля), первоначально в намерения испанского классика входило написать пародию на «Интермедию о романсах», но позже книга разрослась и далеко превзошла начальные планы. Первые главы проникнуты духом романсов, но эта линия ими и ограничивается. Показательно, что ни одного из столь популярных во времена Сервантеса сборника романсов в библиотеке Дон Кихота не оказалось. Литературовед-испанист Всеволод Багно заметил: «Приём пародирования романсов проник, таким образом, в роман „контрабандой“ и очень скоро был вытеснен разрастающимся и углубляющимся сервантесовским замыслом. „Интермедия о романсах“, с её натуралистичностью и грубым комизмом, подсказала Сервантесу лишь чисто внешние подробности повествования. На связь с нею в дальнейшем нет и намёка». В связи с «Интермедией о романсах» и её персонажем высказывались предположения, что объектом пародирования был испанский драматург Лопе де Вега. Между его биографией и сюжетом пьесы есть некоторое сходство. Так, после женитьбы он бросил жену и отплыл из Лиссабона в Англию вместе с Непобедимой армадой. Кроме того, он имел склонность к романсам. В этой связи подымался вопрос и о том, что образ Дон Кихота являлся пародией на Лопе де Вегу, чьи эстетические принципы Сервантес не принимал и неоднократно критиковал, в том числе и за приверженность к эстетике романсов.